# Izvorovo, Tărgoviște
Izvorovo (în bulgară Изворово) este un sat în comuna Antonovo, regiunea Tărgoviște,  Bulgaria. 

## Demografie
Componența etnică a satului Izvorovo
     Turci (2,2%)
     Bulgari (26,4%)
     Romi (65,52%)
     Nicio identificare (5,86%)
La recensământul din 2011, populația satului Izvorovo era de 409 locuitori. Din punct de vedere etnic, majoritatea locuitorilor (65,52%) erau romi, existând și minorități de bulgari (26,4%) și turci (2,2%). Pentru 5,86% din locuitori nu este cunoscută apartenența etnică.